# بخش‌های دپارتمان ول-دواز
بخش‌های دپارتمان ول-دواز (انگلیسی: Arrondissements of the Val-d'Oise department) شامل ۳ بخش به شرح زیر است:
1. بخش ارژانتوی با ۷ کمون (فرانسه) و جمعیت ۲۳۶ هزار نفر در سال ۲۰۱۳ می‌باشد.
2. بخش سرسی با ۶۱ کمون (فرانسه) و جمعیت ۴۵۶ هزار نفر در سال ۲۰۱۳ می‌باشد.
3. بخش پونتواز با ۱۱۷ کمون (فرانسه) و جمعیت ۵۰۱ هزار نفر در سال ۲۰۱۳ می‌باشد.